# Ramellogammarus californicus
Ramellogammarus californicus is een vlokreeftensoort uit de familie van de Anisogammaridae. De wetenschappelijke naam van de soort is voor het eerst geldig gepubliceerd in 1992 door Bousfield & Morino.